# Le Petit Vingtième
Le Petit Vingtième era el suplemento infantil y juvenil del periódico belga Le Vingtième Siècle. Es célebre sobre todo porque en sus páginas se publicaron las primeras historias de Las aventuras de Tintín, la clásica serie de Hergé. 
El suplemento apareció por primera vez el 1 de noviembre de 1928. Hergé fue su director, gracias a la confianza del director de Le Vingtième Siècle, el abate Norbert Wallez. En las páginas del suplemento se publicaron íntegras las primeras ocho aventuras del personaje (Tintín en el país de los Soviets, Tintín en el Congo, Tintín en América, Los cigarros del faraón, El Loto Azul, La oreja rota, La isla negra y El cetro de Ottokar). La publicación de la siguiente entrega de la serie, En el país del oro negro, se vio interrumpida por la invasión alemana de Bélgica, en 1940. El último número de Le Petit Vingtième se publicó el 8 de mayo de 1940. Tras la liberación, en 1944, las aventuras de Tintín pasaron a publicarse en una revista de nueva creación, la revista Tintín, que apareció en 1946.
Además de aparecer serializadas en la publicación, las tres primeras aventuras de Tintín fueron publicadas también en álbum por Éditions du Petit Vingtiéme (en 1930, 1931 y 1932, respectivamente). Más adelante, sin embargo, Hergé llegó a un acuerdo con la editorial Casterman, que se ocuparía en lo sucesivo de la edición de los álbumes de Tintín.
Cabe citar que el nombre de este periódico es alusivo al que Tintin menciona de donde es reportero para el que ha dado sus exclusivas de sus aventuras en Tintin en el país de los Sóviets y en Tintin en el Congo.